# Hopman Cup 1989
Résultats détaillés de l'édition 1989 du tournoi de tennis professionnel mixte Hopman Cup.

## Faits marquants
La Hopman Cup 1989 est la 1re édition du tournoi. Huit équipes mixtes participent à la compétition finale. Chaque confrontation entre deux pays consiste en trois phases : un simple dames, un simple messieurs et un double mixte décisif.
Le tournoi, qui commence le 28 décembre 1988 au Burswood Entertainment Complex, se déroule à Perth, en Australie.
C'est la paire tchécoslovaque favorite composée d'Helena Suková et de Miloslav Mečíř qui gagne la finale face aux Australiens Hana Mandlíková et Pat Cash.

## Têtes de série
| N° | Équipes                            | Parcours              | Parcours                         |
| 1  | Helena Suková Miloslav Mečíř       | Victoire battent      | Hana Mandlíková Pat Cash (2)     |
| 2  | Hana Mandlíková Pat Cash           | Finale battus par     | Helena Suková Miloslav Mečíř (1) |
| 3  | Steffi Graf Patrik Kühnen          | 1/2 finale battus par | Hana Mandlíková Pat Cash (2)     |
| 4  | Catarina Lindqvist Mikael Pernfors | 1/2 finale battus par | Helena Suková Miloslav Mečíř (1) |

| N° | Équipes                           | Parcours                 | Parcours                               |
| -  | Pascale Paradis Thierry Tulasne   | 1/4 de finale battus par | Steffi Graf Patrik Kühnen (3)          |
| -  | Carmen Skulj Slobodan Živojinović | 1/4 de finale battus par | Catarina Lindqvist Mikael Pernfors (4) |
| -  | Masako Yanagi Shūzō Matsuoka      | 1/4 de finale battus par | Helena Suková Miloslav Mečíř (1)       |
| -  | Sarah Loosemore Jeremy Bates      | 1/4 de finale battus par | Hana Mandlíková Pat Cash (2)           |

## Tableau final
|  | Quarts de finale     | Quarts de finale     |                |   | Demi-finales | Demi-finales |  |  | Finale | Finale |
|  | Quarts de finale     | Quarts de finale     |                |   | Demi-finales | Demi-finales |  |  | Finale | Finale |
|  |                      |                      |                |   |              |              |  |  |        |        |
|  |                      |                      |                |   |              |              |  |  |        |        |
|  |                      |                      |                |   |              |              |  |  |        |        |
|  | Suková / Mečíř       | 2                    |                |   |              |              |  |  |        |        |
|  | Suková / Mečíř       | 2                    |                |   |              |              |  |  |        |        |
|  | Yanagi / Matsuoka    | 1                    |                |   |              |              |  |  |        |        |
|  | Yanagi / Matsuoka    | 1                    | Suková / Mečíř | 2 |              |              |  |  |        |        |
|  |                      |                      | Suková / Mečíř | 2 |              |              |  |  |        |        |
|  |                      | Lindqvist / Pernfors | 1              |   |              |              |  |  |        |        |
|  | Lindqvist / Pernfors | Lindqvist / Pernfors | 1              | 3 |              |              |  |  |        |        |
|  | Lindqvist / Pernfors |                      |                | 3 |              |              |  |  |        |        |
|  | Skulj / Živojinović  | 0                    |                |   |              |              |  |  |        |        |
|  | Skulj / Živojinović  | 0                    | Suková / Mečíř | 2 |              |              |  |  |        |        |
|  |                      |                      | Suková / Mečíř | 2 |              |              |  |  |        |        |
|  |                      | Mandlíková / Cash    | 0              |   |              |              |  |  |        |        |
|  | Graf / Kühnen        | Mandlíková / Cash    | 0              | 3 |              |              |  |  |        |        |
|  | Graf / Kühnen        |                      |                | 3 |              |              |  |  |        |        |
|  | Paradis / Tulasne    | 0                    |                |   |              |              |  |  |        |        |
|  | Paradis / Tulasne    | 0                    | Graf / Kühnen  | 1 |              |              |  |  |        |        |
|  |                      |                      | Graf / Kühnen  | 1 |              |              |  |  |        |        |
|  |                      | Mandlíková / Cash    | 2              |   |              |              |  |  |        |        |
|  | Mandlíková / Cash    | Mandlíková / Cash    | 2              | 2 |              |              |  |  |        |        |
|  | Mandlíková / Cash    |                      |                | 2 |              |              |  |  |        |        |
|  | Loosemore / Bates    | 1                    |                |   |              |              |  |  |        |        |
|  | Loosemore / Bates    | 1                    |                |   |              |              |  |  |        |        |